# 4803 Birkle
4803 Birkle è un asteroide della fascia principale. Scoperto nel 1989, presenta un'orbita caratterizzata da un semiasse maggiore pari a 2,9039951 UA e da un'eccentricità di 0,0390291, inclinata di 2,92148° rispetto all'eclittica.
L'asteroide è dedicato all'astronomo tedesco Kurt Birkle.